# Gao Changli
Gao Changli (chinesisch 高昌礼; * Juli 1937 in Yantai, Shandong) ist ein chinesischer Politiker der Kommunistischen Partei Chinas (KPCh), der unter anderem zwischen 1998 und 2000 Justizminister im Staatsrat der Volksrepublik China war.

## Leben
Gao Changli war nach dem Schulbesuch von 1956 bis 1963 Mitarbeiter der Verwaltung der bezirksfreien Stadt Jining und begann daraufhin 1959 ein Studium an der Abteilung Archivwesen der Chinesischen Volksuniversität, das er 1963 beendete. Im Anschluss war er zwischen 1963 und 1967 Mitarbeiter der Archiv- und Aktenverwaltung von Jining. Während der Kulturrevolution wurde er von 1967 bis 1970 zur Landarbeit abgeordnet und fungierte später zwischen 1973 und 1976 als Leiter der Abteilung Propaganda des Kommunistischen Jugendverbandes Chinas (KJVC) der Provinz Shandong. Zum Ende der Kulturrevolution war er von 1976 bis 1978 sowohl stellvertretender Vorsitzender des Revolutionskomitees des Kreises Xinshui als auch stellvertretender Sekretär des Parteikomitees dieses Kreises. Im Anschluss fungierte er zwischen 1978 und 1984 als Vorsitzender des Revolutionskomitees der bezirksfreien Stadt Rizhao und zudem als Sekretär des Parteikomitees dieser bezirksfreien Stadt.
1984 wurde Gao stellvertretender Sekretär des Parteikomitees der bezirksfreien Stadt Dongying und bekleidete diese Funktion bis 1986. Er war daraufhin zwischen 1986 und 1992 Mitglied des Ständigen Ausschusses des Parteikomitees der Provinz Shandong sowie von 1989 bis 1992 Sekretär des Ausschusses für Politische und Gesetzgebungsangelegenheiten des Parteikomitees dieser Provinz. Auf dem XIV. Parteitag der Kommunistischen Partei Chinas (12. bis 19. Oktober 1992) wurde er erstmals Kandidat des Zentralkomitees der Kommunistischen Partei Chinas (ZK der KPCh) und behielt diese Funktion nach seiner Bestätigung auf dem XV. Parteitag der Kommunistischen Partei Chinas (12. bis 19. September 1997) bis zum XVI. Parteitag (8. bis 14. November 2002).
1993 wurde Gao Changli Geschäftsführender Vizepräsident des Obersten Volksgerichts der Volksrepublik China und bekleidete diese Position bis 1998. Zugleich war er von 1993 bis 1998 stellvertretender Sekretär der Parteiführungsgruppe des Obersten Volksgerichts. Am 18. März 1998 übernahm er schließlich von Xiao Yang das Amt als Justizminister im Staatsrat der Volksrepublik China und behielt dieses bis zu seiner Entlassung am 26. November 2000, woraufhin Zhang Fusen sein Nachfolger wurde.